# Świt Szczecin
Klub Sportowy Świt Szczecin (znany jako Świt Szczecin, Świt Skolwin bądź Świt Skolwin-Szczecin) – polski klub piłkarski z siedzibą na Szczecińskim Skolwinie, założony 28 lutego 1952 roku. W sezonie 2023/2024 zespół wygrał rozgrywki III ligi, gr. II, w związku z czym awansował do II ligi.

## Sukcesy
- 1. miejsce w III lidze (gr. II) – 2023/2024
- 2. miejsce w III lidze (gr. II) – 2017/2018, 2020/2021
- 1/16 finału Pucharu Polski – 2020/21, 2021/22

## Występy w Pucharze Polski
| Sezon     | Runda   | Przeciwnik          | Wynik        |
| --------- | ------- | ------------------- | ------------ |
| 2016/2017 | wstępna | Polonia Bytom       | 0:0 (k. 4:5) |
| 2020/2021 | 1/32    | Lechia Zielona Góra | 4:1          |
| 2020/2021 | 1/16    | Cracovia            | 0:1          |
| 2021/2022 | 1/32    | Wisłoka Dębica      | 0:0 (k. 7:6) |
| 2021/2022 | 1/16    | Legia Warszawa      | 0:1          |
| 2024/2025 | 1/32    | Wigry Suwałki       | 1:3          |

## Stadion
Obiekt sportowy przy ul. Stołczyńskiej w Szczecinie – kompleks piłkarski zlokalizowany w północnej części miasta, w dzielnicy Skolwin. Powstał w latach 50. XX wieku jako zaplecze sportowe Zakładowego Klubu Sportowego „Świt”, działającego przy Szczecińskich Zakładach Papierniczych „Skolwin”. W kolejnych dekadach obiekt był stopniowo rozbudowywany i modernizowany, dostosowując się do potrzeb rozwijającego się klubu.
W wyniku przemian ustrojowych w latach 90. infrastruktura uległa stopniowej dekapitalizacji. Dopiero na początku drugiej dekady XXI wieku rozpoczęto proces intensywnych inwestycji, które doprowadziły do znacznej modernizacji kompleksu. Od 2009 roku właścicielem terenu jest Gmina Miasto Szczecin, a administracją zajmuje się Miejski Ośrodek Sportu, Rekreacji i Rehabilitacji (MOSRiR).
Charakterystyka obiektu:
Kompleks składa się z dwóch trawiastych boisk piłkarskich, całorocznej hali piłkarskiej z nawierzchnią sztuczną, budynku socjalnego oraz wewnętrznego parkingu przeznaczonego dla użytkowników obiektu.
- Boisko nr 1 – naturalna nawierzchnia, wymiary 103 × 72 m; wyposażone w boksy dla rezerwowych oraz trybunę z 620 miejscami siedzącymi; brak oświetlenia[8].
- Boisko nr 2 – naturalna nawierzchnia, wymiary 101 × 61 m; posiada boksy dla zawodników rezerwowych i oświetlenie o mocy 100 luksów; bez trybun[9].
- Hala łukowa – obiekt całoroczny z boiskiem o sztucznej nawierzchni (40 × 20 m), wyposażony w ogrzewanie i oświetlenie; zaplecze socjalne obejmuje dwie szatnie (po 10 miejsc każda), natryski, toalety, świetlicę i pokój socjalny[8].
- Budynek socjalny – trzy szatnie (po 20 miejsc siedzących z wieszakami), natryski, toalety, szatnia sędziowska oraz pomieszczenia biurowo-socjalne i świetlica[8].

Obecnie trwają pracę nad nowym stadionem dla Szczecińskiego Świtu, stadion planowo, ma zostać oddany do użytku w II Kwartale 2026 roku. Nowy stadion będzie kosztować 56,3 miliona złotych Stadion aktualnie jest w trakcie przebudowy, posiada tymczasową trybunę, która może pomieścić 900 widzów.